# Crescenzo Mazza
Crescenzo Mazza (Torre del Greco, 12 gennaio 1910 – Roma, 28 agosto 1990) è stato un politico e medico italiano.
Esponente della DC, ha ricoperto negli anni vari incarichi di governo:
- Ministro delle poste e delle telecomunicazioni;
- Ministro per i rapporti con il Parlamento;
- Sottosegretario al Ministero dell'interno, alla Pubblica Istruzione e alla Sanità.

Inoltre è stato, per diversi governi, alto commissario all'igiene e la sanità.
Suo fratello era Aniello Mazza, noto arbitro di calcio della serie A.

## Incarichi
I legislatura
- Segretario dell'UFFICIO DI PRESIDENZA
- Componente della VIII COMMISSIONE (TRASPORTI)
- Componente della COMMISSIONE SPECIALE PER L'ESAME DEL DISEGNO DI LEGGE N.20: "RATIFICA DEGLI ACCORDI INTERNAZIONALI FIRMATI A PARIGI IL 16 APRILE 1948"
- Componente della COMMISSIONE SPECIALE PER L'ESAME DEL DISEGNO DI LEGGE N.36: "RATIFICA DELL'ACCORDO DI COOPERAZIONE ECONOMICA TRA L'ITALIA E GLI STATI UNITI, CONCLUSO A ROMA IL 28 GIUGNO 1948

II legislatura
- I Governo Segni:  ALTO COMMISSARIO AGGIUNTO ALTO COMMISSARIATO PER L'IGIENE E LA SANITA' PUBBLICA
- I Governo Zoli:  ALTO COMMISSARIO AGGIUNTO ALTO COMMISSARIATO PER L'IGIENE E LA SANITA' PUBBLICA

III legislatura
- I Governo Zoli:  ALTO COMMISSARIO AGGIUNTO ALTO COMMISSARIATO PER L'IGIENE E LA SANITA' PUBBLICA
- II Governo Fanfani:  SOTTOSEGRETARIO DI STATO ALL'INTERNO
- II Governo Segni:  SOTTOSEGRETARIO DI STATO ALLA PRESIDENZA DEL CONSIGLIO DEI MINISTRI (CON DELEGA PER LA STAMPA E INFORMAZIONI)
- I Governo Tambroni:  SOTTOSEGRETARIO DI STATO AI LAVORI PUBBLICI
- III Governo Fanfani:  SOTTOSEGRETARIO DI STATO ALLA SANITA'
- IV Governo Fanfani:  SOTTOSEGRETARIO DI STATO ALLE POSTE E TELECOMUNICAZIONI

IV legislatura
- IV Governo Fanfani:  SOTTOSEGRETARIO DI STATO ALLE POSTE E TELECOMUNICAZIONI
- I Governo Leone:  SOTTOSEGRETARIO DI STATO ALLA PRESIDENZA DEL CONSIGLIO DEI MINISTRI (CON FUNZIONE DI SEGRETARIO)
- I Governo Moro:  SOTTOSEGRETARIO DI STATO ALL'INTERNO
- II Governo Moro:  SOTTOSEGRETARIO DI STATO ALL'INTERNO
- III Governo Moro:  SOTTOSEGRETARIO DI STATO ALLE POSTE E TELECOMUNICAZIONI

V legislatura
- Componente della XIV COMMISSIONE (IGIENE E SANITA' PUBBLICA)
- III Governo Moro:  SOTTOSEGRETARIO DI STATO ALLE POSTE E TELECOMUNICAZIONI